# 福岡県道706号筑後城島線
福岡県道706号筑後城島線（ふくおかけんどう706ごう ちくごじょうじません）は、福岡県筑後市から久留米市に至る一般県道である。

## 概要
筑後市大字山ノ井から久留米市城島町六町原に至る。
いずれも短区間ながら、福岡県道23号久留米柳川線や、福岡県道89号瀬高久留米線と重複する区間がある。進路変更が多い県道で、久留米市三潴町の一部区間を除き、幅員が狭い。特に久留米市城島町では離合が非常に困難な区間がある。
2013年（平成25年）5月25日に国道442号八女筑後バイパスが開通した際に道路区画の変更が施され、起点から富久交差点までは国道442号の旧道を経由する。

### 路線データ
- 起点：福岡県筑後市大字山ノ井（山ノ井交差点、国道209号交点、福岡県道793号柳瀬筑後線終点）
- 終点：福岡県久留米市城島町六町原（福岡県道83号大和城島線交点）

## 路線状況

### 重複区間
- 福岡県道89号瀬高久留米線（筑後市大字富久・富久交差点 - 筑後市大字西牟田）
- 福岡県道23号久留米柳川線（久留米市三潴町福光・福光交差点 - 三潴郡大木町大字福土）
- 福岡県道710号宮本大川線（三潴郡大木町大字笹渕 地内）

### 道路施設

#### 橋梁
- 筑後ループ橋（鹿児島本線、筑後市）
- 浅ノ外橋（筑後市、福岡県道89号瀬高久留米線重複区間内）
- 下富久橋（筑後市、福岡県道89号瀬高久留米線重複区間内）
- クワイダ橋（筑後市、福岡県道89号瀬高久留米線重複区間内）
- 第二堀の口橋（筑後市、福岡県道89号瀬高久留米線重複区間内）
- 若菜島橋（筑後市、福岡県道89号瀬高久留米線重複区間内）
- 南田橋（筑後市、福岡県道89号瀬高久留米線重複区間内）
- 高江橋（山ノ井川、筑後市、福岡県道89号瀬高久留米線重複区間内）
- 野橋（筑後市、福岡県道89号瀬高久留米線重複区間内）
- 高久橋（筑後市、福岡県道89号瀬高久留米線重複区間内）
- 流中橋（筑後市、福岡県道89号瀬高久留米線重複区間内）
- 平成橋（倉目川、筑後市、福岡県道89号瀬高久留米線重複区間内）
- 大門橋（筑後市）
- 堂田橋（久留米市）
- 十間橋（山ノ井川、久留米市 - 三潴郡大木町、福岡県道23号久留米柳川線重複区間内）

## 地理

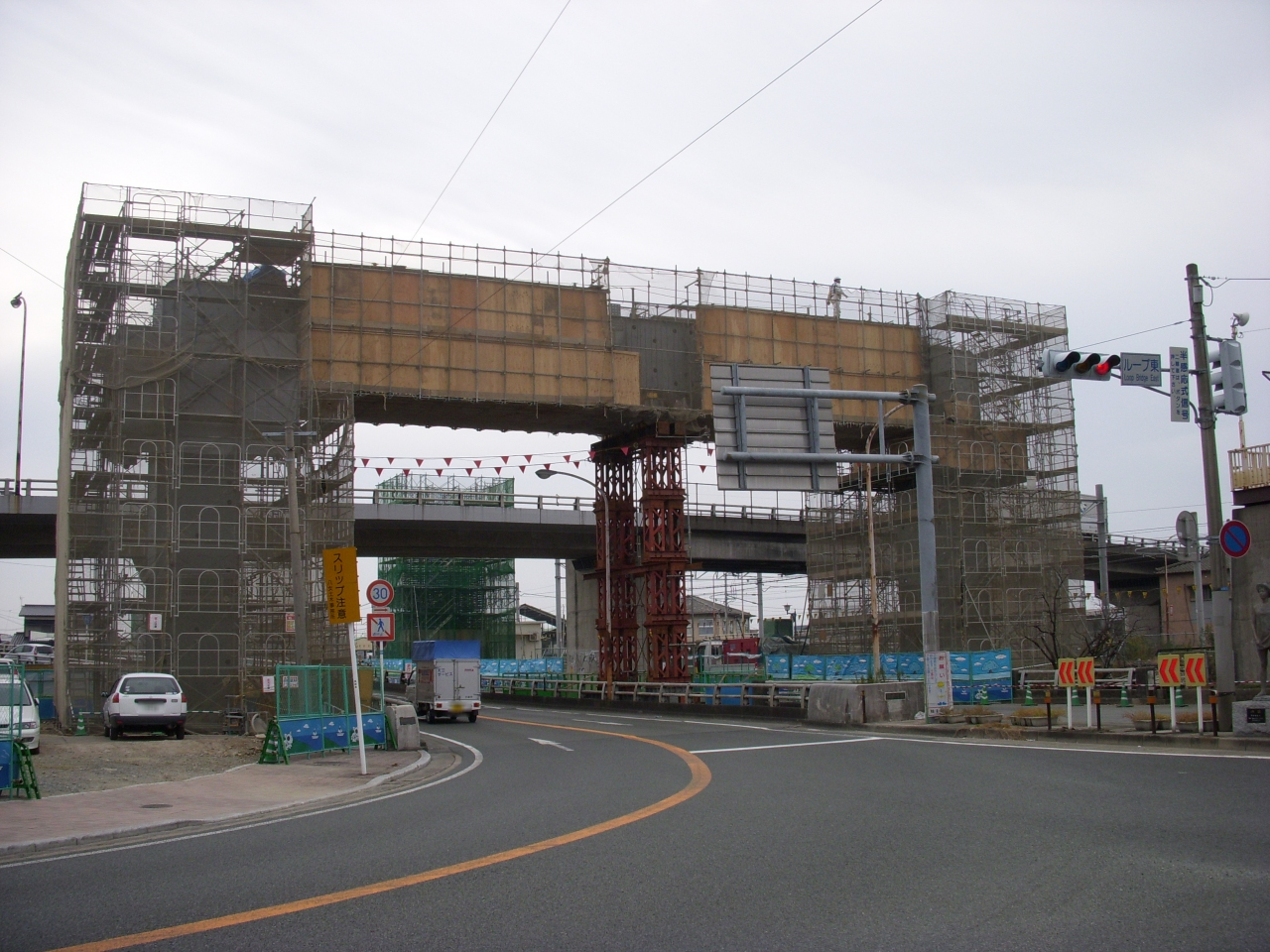
九州新幹線建設時の筑後ループ橋。

三潴郡大木町と久留米市を交互に通過する区間が存在する。

### 通過する自治体
- 筑後市
- 久留米市
- 三潴郡大木町
- 久留米市

### 交差する道路
| 交差する道路                          | 市町村名 | 市町村名 | 交差する場所 | 交差する場所        |
| ------------------------------------- | -------- | -------- | ------------ | ------------------- |
| 国道209号 福岡県道793号柳瀬筑後線     | 筑後市   | 筑後市   | 大字山ノ井   | 山ノ井交差点 / 起点 |
| 福岡県道723号羽犬塚停車場線           | 筑後市   | 筑後市   | 大字山ノ井   | ループ東交差点      |
| 福岡県道703号柳川筑後線               | 筑後市   | 筑後市   | 大字和泉     |                     |
| 福岡県道711号江島筑後線               | 筑後市   | 筑後市   | 大字和泉     | 和泉交差点          |
| 福岡県道89号瀬高久留米線 重複区間起点 | 筑後市   | 筑後市   | 大字富久     | 富久交差点          |
| 福岡県道711号江島筑後線               | 筑後市   | 筑後市   | 大字高江     |                     |
| 国道442号                             | 筑後市   | 筑後市   | 大字高江     | 高江交差点          |
| 福岡県道89号瀬高久留米線 重複区間終点 | 筑後市   | 筑後市   | 大字西牟田   |                     |
| 福岡県道23号久留米柳川線 重複区間起点 | 久留米市 | 久留米市 | 三潴町福光   | 福光交差点          |
| 福岡県道23号久留米柳川線 重複区間終点 | 三潴郡   | 大木町   | 大字福土     |                     |
| 福岡県道710号宮本大川線 重複区間起点  | 三潴郡   | 大木町   | 大字笹渕     |                     |
| 福岡県道710号宮本大川線 重複区間終点  | 三潴郡   | 大木町   | 大字笹渕     |                     |
| 福岡県道83号大和城島線                | 久留米市 | 久留米市 | 城島町六町原 | 終点                |

### 交差する鉄道
- 九州新幹線
- 鹿児島本線
- 西鉄天神大牟田線

### 沿線
- JR鹿児島本線 羽犬塚駅
- 福岡県立八女工業高等学校
- 筑後運転免許試験場
- 山ノ井川